# Kloster Segeberg

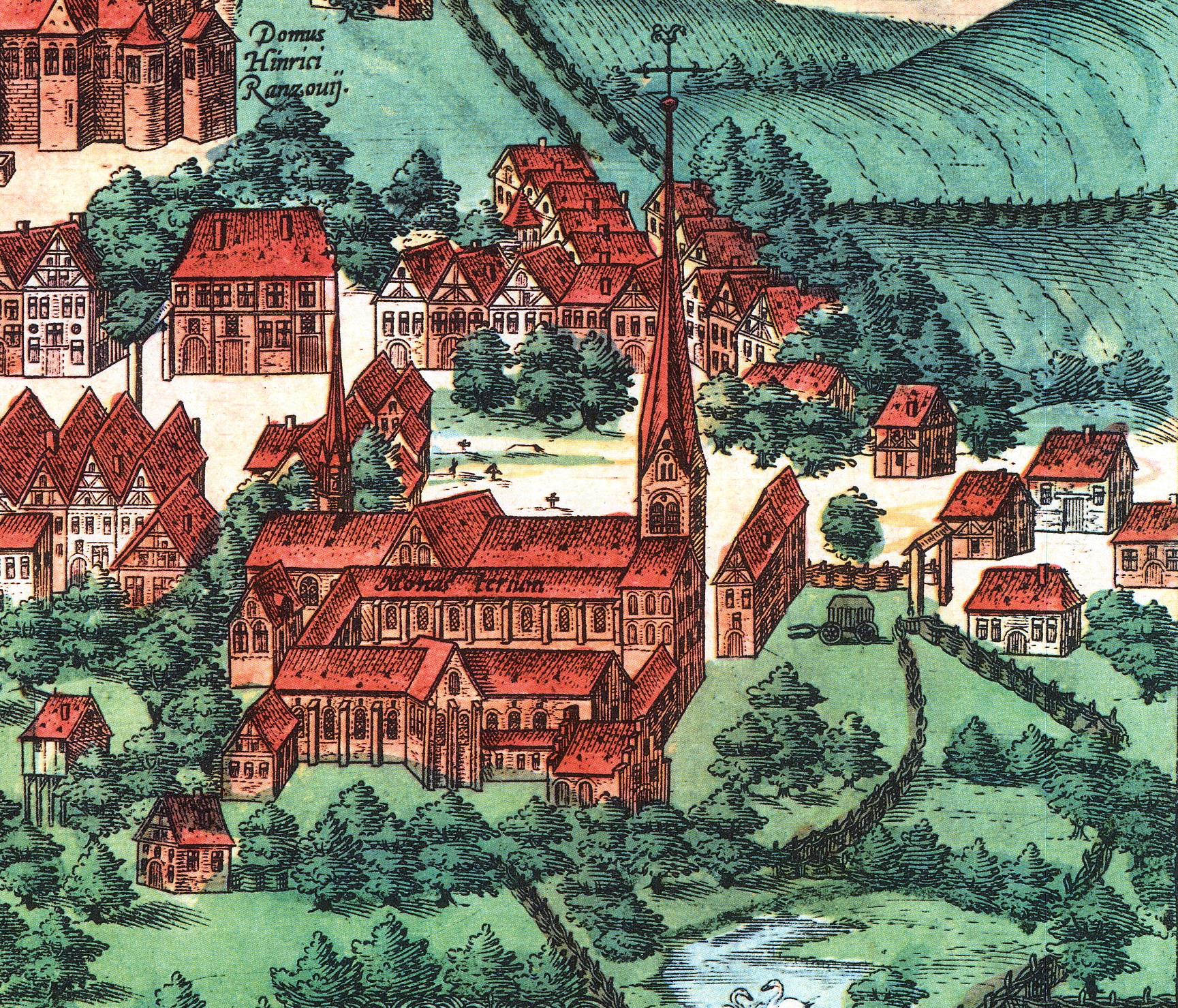
Das Kloster auf einer Abbildung von Segeberg in Braun und Hogenberg: Civitates orbis terrarum, Köln 1588.

Das Kloster Segeberg war ein Augustiner-Chorherrenstift oder -kloster in Bad Segeberg in Holstein. Es gehörte der Windesheimer Kongregation dieses Ordens an.

## Geschichte
Im Jahr 1134 ließ Kaiser Lothar III. angeregt vom Augustiner-Chorherren Vizelin am Fuß der neu errichteten Siegesburg auf dem Kalkberg eine Kirche und ein Kloster errichten, in das Chorherren aus dem 1127 als erstem nordelbischen Chorherrenstift gegründeten Stift Neumünster einzogen. Als Propst wurde Vizelin eingesetzt. 1138 „nutzte Pribislaw von Lübeck die Gelegenheit, raffte eine Räuberbande zusammen und zerstörte den Burgflecken Segeberg und alle umliegenden Orte, wo Sachsen wohnten, gründlich“. Die überlebenden Chorherren, darunter der Chronist Helmold von Bosau, der in seiner Slawenchronik von diesen Ereignissen berichtete, flohen nach Neumünster.
Erst 1143 wurde die Burg von Adolf II. wieder hergestellt. 1143/44 wurde das Augustiner-Chorherrenstift in Högersdorf (slawisch: Cuzalina) neu gegründet, von wo aus Vizelin sich verstärkt der Missionstätigkeit unter den Wenden widmete. 1149/50 war die Kirche in Högersdorf fertiggestellt. Von diesen nach nur wenigen Jahren wieder verlassenen Gebäuden ist nichts erhalten geblieben. Aus schriftlichen Quellen ist bekannt, dass es dort wie auch in dem späteren Kloster ein Hospital gab.
Wohl 1156 wurde das Kloster auf Wunsch von Gerold, Vizelins Nachfolger als Bischof von Oldenburg, wieder nach Segeberg in den Schutz des landesherrlichen Burg verlegt, jedoch vermutlich nicht an den ursprünglichen Platz. Mit dem Bau der Segeberger Stiftskirche, einer romanischen Basilika, wurde wenig später begonnen. Anfangs diente sie wohl nur als Stiftskirche, neben der eine weitere Kirche im Marktflecken Segeberg – möglicherweise die erste Stiftskirche von 1134 – bestand, die allerdings letztmals 1216 erwähnt ist. Im Lauf der nächsten Jahrhunderte erwarb das Stift reichen Grundbesitz vor allem in der näheren Umgebung. Papst Innozenz III. schenkte dem Kloster 1199 die Patronatsrechte über die Kirchspiele Segeberg, Leezen, Pronstorf, Warder und Gnissau. Das Stift widmete sich in der ersten Zeit seines Bestehens der Mission. Bekannte Missionare des Stifts waren Heinrich von Lettland und der erste Bischof Livlands Meinhard von Segeberg.

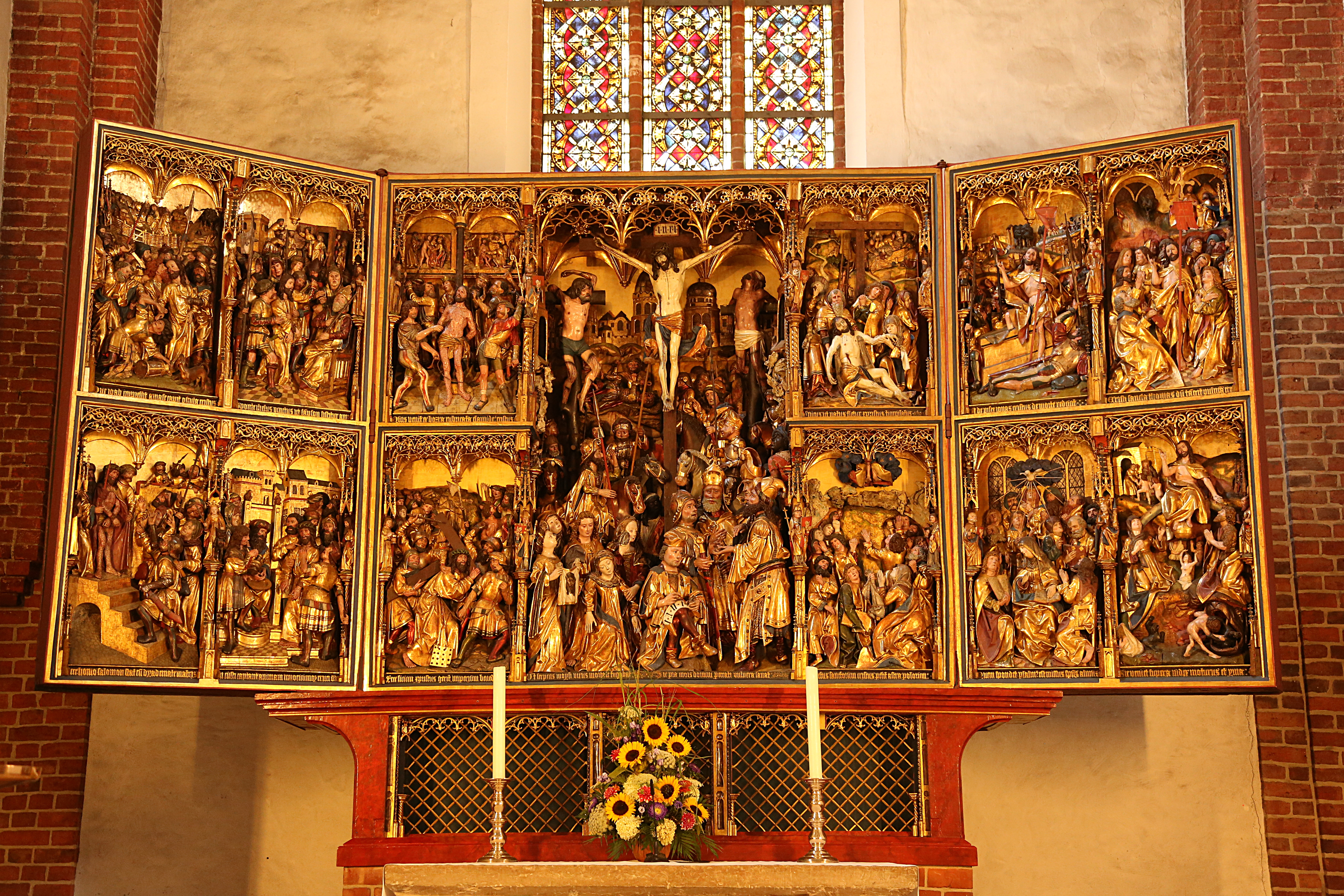
Hauptaltar

1445 schloss das Stift sich der Windesheimer Kongregation an und unterstand damit nicht mehr dem Bistum Lübeck, sondern dem Windesheimer Propst. Da sich die Reformen im Sinne der Devotio moderna unter den eingessenen Chorherren nur langsam durchsetzten, wurden Kanoniker aus anderen Stiften in Segeberg angesiedelt. Etwa zur selben Zeit erhielt die Kirche die von Ghert Klinghe geschaffene Bronzefünte. Unter dem Einfluss der Windesheimer Reform wurde die Kirche geteilt in die Gemeindekirche im Schiff und den Chor, in dem die Stiftsherren ungestört von der Gemeinde ihre Stundengebete und Gottesdienste halten konnten. Dafür wurde ab 1470 ein großer Chor mit 5/8-Schluss errichtet, der mit 22,6 m fast genauso lang war wie das Kirchenschiff und vermutlich eine Gewölbedecke besaß. Ein Lettner zur Trennung von Chor und Laienbereich, wie es ihn im zweiten Augustiner-Chorherrenstift Bordesholm gab, ist allerdings nachweisbar. Die Segeberger Chorherren erhielten die Aufsicht über die Schwestern vom gemeinsamen Leben im Lübecker Michaeliskonvent und deren 1468/72 von König Christian I. gegründeten Filiale in Plön. Für den Mönchschor wurde 1515 ein neues Altarretabel, ein Flügelaltar mit geschnitzter Darstellung der Passionsgeschichte, vermutlich in einer Lübecker Werkstatt geschaffen. In der Predella waren vermutlich Reliquien ausgestellt. Gleichzeitig wurde das Henning von der Heyde zugeschriebene Triumphkreuz angeschafft.
Die Reformation hielt früh Einzug in Segeberg. Schon 1522 gab es eine lutherische Gemeinde, für die einzelne Chorherren lutherische Gottesdienste im Kirchenschiff abhielten, während der Konvent im Chor noch weitgehend die katholischen Zeremonien pflegte. Die Nebenaltäre im Kirchenschiff wurden abgeschafft. 1533 bestätigte der dem Luthertum zugeneigte König Christian III. noch die Privilegien des Klosters. Im selben Jahr wurden in der Grafenfehde die Klostergebäude bei der Belagerung der Siegesburg durch den Lübecker Stadthauptmann Marx Meyer schwer beschädigt. Dabei gingen auch große Teile der schriftlichen Überlieferung verloren.
Nach der Landesteilung 1544 gehörte Segeberg zum königlichen Anteil und unterstand ab 1555 dem Statthalter der Herzogtümer Heinrich Rantzau. 1550 wurde das Klosterhospital mit dem städtischen St.-Jürgen-Hospital vereinigt. Zu dieser Zeit waren die meisten Kanoniker entweder gestorben, ins Kloster Reinfeld umgesiedelt oder hatten das Stift verlassen. 1563 lebte nur noch ein Mönch im Segeberger Kloster. An einem 27. Juni zwischen 1564 und 1566 übergab der letzte Kanoniker Diedrich Schyndell aus Herzogenbusch das Kloster an den durch Heinrich Rantzau vertretenen König Friedrich II. und erhielt dafür eine Pension von 20 Talern sowie freie Logis und Kleidung. Die Ländereien fielen an Rantzau, der dem König davon einen Abschlag zahlte. Die besten Stücke der Bibliothek gliederte er seiner Büchersammlung auf der Breitenburg ein.

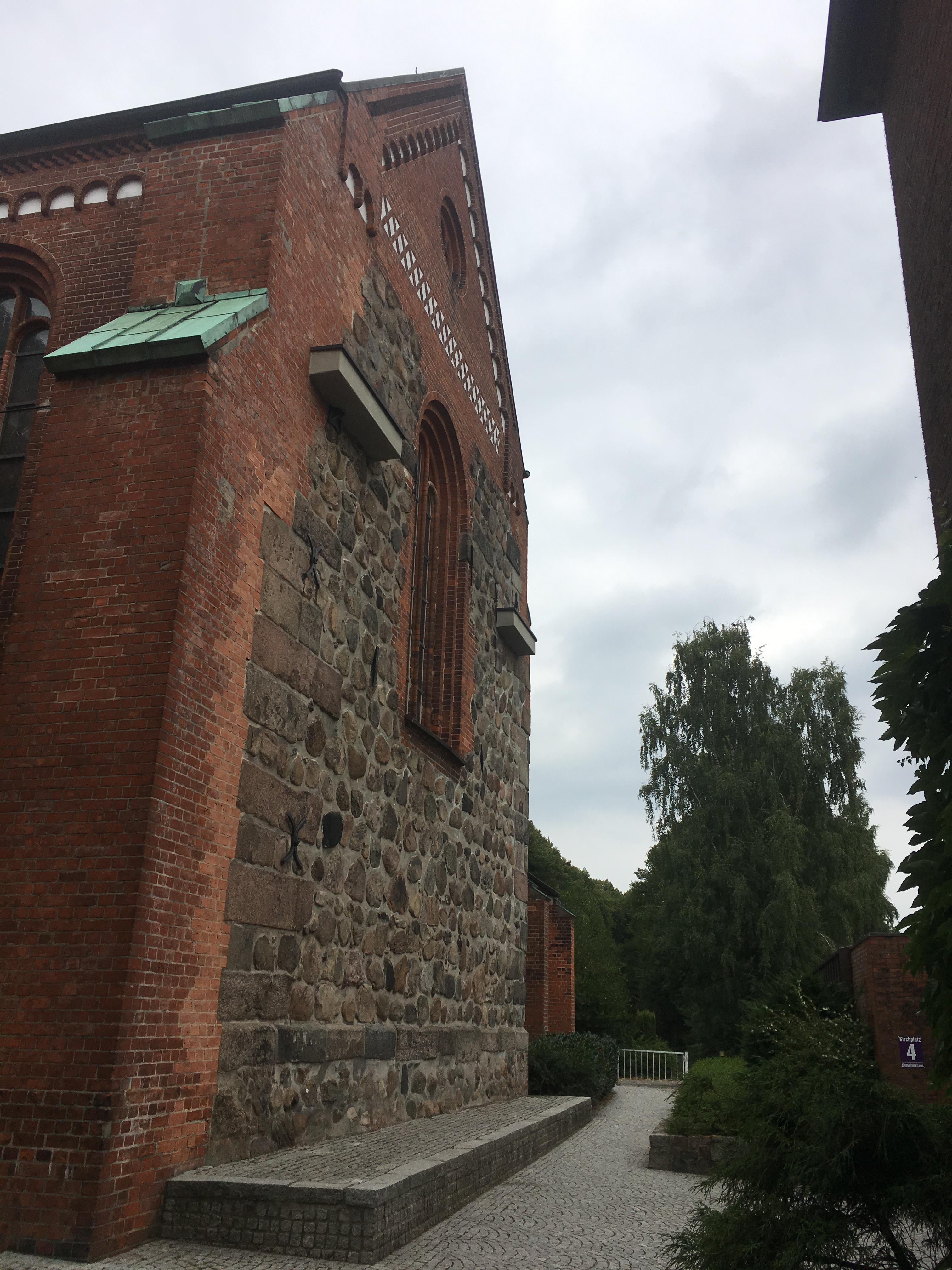
Der 1657 aus Abbruchsteinen errichtete Ostabschluss des verkürzten Chors

Die Klostergebäude wurden nach der Reformation zunächst als Schule und Wohnung der Lehrer verwendet. Nach Zerstörung zu Beginn des Dreißigjährigen Krieges wurden sie bis auf die Johanniskapelle zwischen 1620 und 1630 abgetragen. Der seit 1564 dem Verfall preisgegebene Chor wurde bis 1656 auf die heutige Länge verkürzt und mit einem geraden Abschluss aus Abbruchsteinen versehen.

## Heutige Spuren
Mit dem Bau der Segeberger Marienkirche wurde bald nach der Neugründung des Klosters 1156 begonnen. Die romanische Basilika mit gotischem Chor ist einer der ältesten Kirchbauten in Holstein. Die heute im Zentrum der Stadt liegende Kirche war ab dem 13. Jahrhundert bis zur Aufhebung des Stifts gleichzeitig Klosterkirche des außerhalb der Ortschaft liegenden Klosters und Pfarrkirche der Siedlung. Seit der Reformation ist sie Pfarrkirche der evangelisch-lutherischen Kirchengemeinde Segeberg und wurde mehrfach umgestaltet. Vom Inventar blieben die Bronzefünte, der um 1515 angeschaffte Hauptaltar und das Triumphkreuz erhalten.
Von den Klausurgebäude ist nur die Johanneskapelle, ein 13 m langer gewölbter Saal in der Nordostecke der Kirche erhalten. Ursprünglich diente dieser über den Kreuzgang zugängliche Raum vermutlich als Kapitelsaal. Über Lage und Aussehen sonstiger Gebäude ist über Frans Hogenbergs Karte von 1588 hinaus nichts bekannt. Eine archäologische Ausgrabung von 1967 ergab, dass für den 1470 erweiterten Chor das Gelände aufgeschüttet wurde.
1627 kamen mit der Rantzauischen Bibliothek von Schloss Breitenburg auch etliche Bücher der Segeberger Klosterbibliothek als Wallensteins Kriegsbeute nach Prag, wo sie sich noch heute in der National- und Universitätsbibliothek befinden.